# Johann Schweikhard von Kronberg
Johann Schweikhard von Kronberg, né le 15 juillet 1553 et mort le 17 septembre 1626, est archevêque et prince-électeur de Mayence de 1604 à 1626. À ce titre, il était également archichancelier du Saint-Empire romain germanique.

## Biographie

### Jeunesse
La famille de Joann Schweikhard von Kronberg est une famille de la vieille noblesse de l'archidiocèse de Mayence. Il est le troisième fils d'un personnage important de la cour.
Il est destiné dès son plus jeune âge à une carrière ecclésiastique, ses deux frères aînés reprenant des charges temporelles dans l'archevêché. Il est élu très jeune au sein du chapitre de la cathédrale Saint-Martin de Mayence grâce à l'influence de son père. En 1564, il devient vicaire de la cathédrale, avant d'être chanoine de l'abbaye Saint-Alban devant Mayence. Parallèlement, il est envoyé pour sa formation au Collegium Germanicum de Rome où il se lie d'amitié avec Jean Buys, un théologien jésuite qui va enseigner à l'université de Mayence. Un autre théologien jésuite qui va y enseigner est Nicolaus Serarius.
Après son retour à Mayence, il est nommé prieur de l'église Saint-Pierre par le légat pontifical, le cardinal Morone en 1576. En 1582, il devient membre du chapitre puis écolâtre le 3 mars de la même année. Peu après, il devient doyen. En 1588, il devient prieur de Saint-Alban et abandonne celui de prieur de Saint-Pierre une année plus tard. En 1599, il devient trésorier du tribunal temporel de l'archevêché.

### Prince-électeur
Après la mort de son prédécesseur Johann Adam von Bicken, il est élu archevêque de Mayence le 17 février 1604, presque sans opposition. Plusieurs facteurs contribuèrent à son élection: le soutien de l'empereur Rodolphe II, sa bonne réputation, son attitude conciliante face à la Réforme. On craignait, au contraire de son concurrent, l’évêque de Wurtzbourg Julius Echter von Mespelbrunn qu’il se fasse haïr des protestants. De plus, la réunion de deux évêchés dans les mains de l’archevêque de Mayence parait inopportune. Il est consacré archevêque en novembre 1604 après la confirmation papale de son élection et reçoit la confirmation de l’empereur pour les biens temporels de l'archevêché le 19 juillet 1605.
Son entrée en fonction est accueillie avec méfiance par beaucoup de catholiques, mais saluée par de nombreux protestants. L'attitude vis-à-vis de Johann Schweikhard provient certainement en partie du fait que son grand-père, Hartmut X, est un partisan ardent des enseignements de Martin Luther et qu'il est donc soupçonné d'être sous l'influence de son parent protestant.
Même s’il n'est probablement pas aussi zélé que l’auraient voulu les plus ardents défenseurs de la vraie foi catholique, il poursuit la Contre-Réforme commencée par ses prédécesseurs et la termine dans ses terres. Ainsi, il encourage les jésuites et les capucins – les deux ordres les plus engagés dans la Réforme catholique issue du concile de Trente – et leur donna à de nombreuses reprises l'autorisation d’ériger des couvents et des collèges. Ce fut notamment le cas en 1612 à Augsbourg et en 1620 à Aschaffenbourg. Il refusa toutefois de se livrer à des opérations brutales contre les protestants et garantit, par exemple, la liberté religieuse de la ville d'Erfurt en 1618.
Au niveau de la politique impériale, il veut que le statut de l’Église catholique soit garanti. Il espère toutefois pouvoir surmonter le fossé entre les deux confessions grâce à ses fréquentations personnelles, à l’empêchement de mesures contre les protestants et à son habileté diplomatique.
Malgré sa déception de voir l’Électeur palatin Frédéric V accepter son élection à la couronne de Bohême, qui est considérée du côté catholique comme une infraction à la constitution impériale et malgré le début de la guerre de Trente Ans qui s'ensuit, il essaie toujours d’entretenir de bons rapports avec les États protestants et refuse les mesures qui pouvaient rendre encore plus difficile le rétablissement de la paix.
En conséquence, il s'oppose à l'intervention du roi de France Henri IV dans la querelle sur l'héritage du comté de Juliers-Clèves et à l’invasion du Palatinat par les troupes espagnoles à la suite de la défaite de Frédéric V lors de la bataille de la Montagne Blanche. De même, il a de grandes difficultés à accepter l’élection de Matthias, qui a chassé son frère Rodolphe du trône, à la dignité impériale. Il reste réservé à son encontre durant l’ensemble de son règne.
Il soutient en revanche avec force l’élection de Ferdinand II au trône impérial et considère cette élection comme très importante pour la pérennité de l'Empire.
Il fait fortifier la ville de Mayence par un retranchement qui porte longtemps son nom. En 1623, il ramène la Bergstrasse dans les territoires de l'archevêché après que son prédécesseur l’eut donnée en gage à l'Électeur palatin. De plus, il fait ériger le château de Johannisburg à Aschaffenbourg.

## Sources
- (de) Cet article est partiellement ou en totalité issu de l’article de Wikipédia en allemand intitulé « Johann Schweikhard von Kronberg » (voir la liste des auteurs).